# Амфиан и Едесий Патарские
Амфиан и Едесий Патарские — святые православные мученики.
Братья Амфиан и Едесий жили в г. Патере (Ликийская провинция) в семье богатого городского правителя-язычника. В детстве были отданы родителями в город Вирит для обучения языческим наукам. Там они уверовали во имя Христа и после обучения не стали возвращаться домой, а ушли в Кесарию Александрийскую к пресвитеру Памфилу (позже отнесён к лику святых мучеников) и под его руководством стали совершенствоваться в духовной жизни, пребыванию в молитве и читая и изучая Священное писание. Тогда, по указанию римского императора Максимина Дайи (305-313), ревностного гонителя христиан, всех жителей Кесарии обязали совершать общественные жертвоприношения. Амфиан, желая отвратить правителя Кесарии — Урбана от язычества, в день, когда тот приносил жертвы, явился в языческий храм, взял его за руку и стал убеждать оставить заблуждения и уверовать во Христа. Амфиана тут же схватили, избили и бросили в темницу, а через два дня истязаний утопили в море. Его родного брата Едесея отправили в Палестину на медные рудники. Через несколько лет освободившись и попав в Александрию, Едесей повторил подвиг брата (306 год), обличив жестокого к христианам правителя Иероклия. Едисея подвергли пыткам и утопили в море, как и Амфиана.
День памяти 15 апреля.